# Тукур, Махмуд Модиббо
Махмуд Модиббо Тукур (фула Mahmud Modibbo Tukur; 1944—1988) — нигерийский историк и профсоюзный деятель, четвёртый председатель (национальный президент) Профсоюза академических сотрудников университетов (ASUU). Фульбе из штата Адамава, Тукур был заведующим кафедрой истории и деканом факультета искусств и социальных наук в Университете Ахмаду Белло до своей смерти 15 ноября 1988 года в Зарии.

## Научная деятельность
Во время обучения в Университете Ахмаду Белло он учился у таких влиятельных историков, как профессор Абдуллахи Смит и доктор Юсуфу Бала Усман, которые совместно руководили его докторской диссертацией на тему «Наложение британского колониального господства на халифат Сокото, Борну и соседние государства (1897—1914): переосмысление колониальных источников» (The Imposition of British Colonial Domination on the Sokoto Caliphate, Borno and Neighbouring States (1897—1914): A Reinterpretation of Colonial Sources).
Первоначально темой Тукура была роль эмиров в Северной Нигерии в XX веке, но в ходе своего исследования он решил сменить тему. Основным фактором, повлиявшим на его решение, было «распространённое искажение сущности обществ и политических систем Северной Нигерии до британской колонизации и последующее оправдание/рационализация британского колониального завоевания, содержащееся в исследованиях Марджи Перхэм, Роберта Хойсслера, С. Дж. Хогбена, Энтони Кирка-Грина, Х. С. Хогендорна и других». Отдельно он выделил докторскую диссертацию Абеля О. Анджорина, представленную в Лондонский университет в 1965 году.
Пока Тукур продолжал своё университетское обучение, комиссия экспертов, впечатленная его работой, повысила его диссертацию с уровня магистра до доктора философии. Юсуфу Бала Усман заявил, что исследование является «лучшей докторской диссертацией, написанной кем-либо в мире по любому аспекту истории Нигерии с 1960 года».

## Профсоюзная деятельность
Будучи профсоюзным активистом, Махмуд Тукур принимал участие в протестах и возглавлял ряд из них, начиная с 1981 года. В том году он, будучи членом комитета, которому было поручено расследование студенческого кризиса, связанного с обвинениями в ненадлежащем управлении продовольственными контрактами, решительно осудил власти, нападавшие на студенческих лидеров и преподавателей. 
Это побудило его начать более активно участвовать в университетской политике; он стал вице-президентом, а затем президентом профсоюза ASUU. Позднее в том же году он возглавил первую со времён правления Якубу Говона общенациональную забастовку ASUU за университетскую автономию и демократию. Среди прочего, профсоюз потребовал восстановления на работе преподавателей, уволенных за участие в протестах «Али должен уйти» в 1978 году. 
Под его руководством ASUU установил тесные связи с другими крупными профсоюзами страны, такими как Нигерийский трудовой конгресс (NLC) и Национальная ассоциация нигерийских студентов (NANS). В 1984 году доктор Махмуд Тукур был приглашён в СССР советским Профсоюзом работников образования и науки, но не смог приехать, отправив вместо себя бывшего национального председателя ASUU профессора Биодуна Джейифо.

## Работы
- British Colonisation of Northern Nigeria, 1897—1914: A Reinterpretation of Colonial Sources
- The Essential Mahmud: Selected Writings of Mahmud Modibbo Tukur, edited by Dr.Tanimu Abubakar